# Batterie Waddens
Die Batterie Waddens war ein Festungsbauwerk zum Schutz der Wesermündung in Waddens. Sie gehört mit den Schanzen bei Großwürden, Groß-Fedderwarder, Blexen und der Schanze auf den Oberahnschen Feldern zu den fünf Franzosenschanzen Butjadingens.

## Aufbau
Die Batterie befand sich in einem vorgelagerten Fort, das durch einen Damm an den Seedeich bei der Waddenser Pumpe angeschlossen war.

## Geschichte
Die Arbeiten an den Batterien in Butjadingen begannen im Herbst 1810. Der vorrangige Zweck der Anlage war die Durchsetzung der Kontinentalsperre gegen England, also der Vereitelung von Schmuggel. Außerdem sollte damit eine Landung feindlicher Truppen erschwert werden.